# Charles Drew
Charles Richard Drew (3 de junho de 1904 - 1 de abril de 1950) foi um médico, cirurgião e pesquisador afro-americano. Trabalhou em pesquisas na área de transfusões sanguíneas, desenvolvendo melhores técnicas de armazenamento de sangue, e aplicou seus conhecimentos especializados no desenvolvimento de grande escala de bancos de sangue no início da Segunda Guerra Mundial, o que permitiu que médicos salvassem milhares de vidas aliadas. Ele protestou contra a segregação racial na doação de sangue por doadores de diferentes raças, uma vez que faltava fundamento científico e demitiu-se de seu cargo na Cruz Vermelha Americana, que manteve a segregação na doação até 1950. Em 1943, obteve distinção na sua profissão quando se tornou o primeiro cirurgião afro-americano a servir como um examinador na Câmara Americana de Cirurgia.

## Vida pessoal e educação

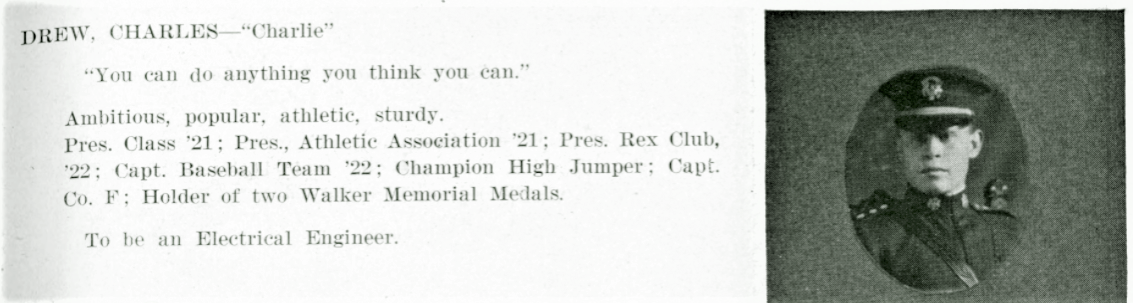
Foto de Charles Drew no anuário de 1922 da Dunbar High School.

Charles nasceu em 1904, em uma família de classe média em Washington, D.C.. Seu pai, Richard, era aplicador de carpetes. Sua mãe chamava-se Nora Burrell. Charles e seus irmãos cresceram no bairro de Foggy Bottom and he graduated from Dunbar High School in 1922. Charles formou-se no ensino médio na Dunbar High School, em 1922.
Conseguindo uma bolsa de estudos em atletismo no Amherst College, em Massachusetts, ele se formou em 1926, tendo se destacado como um dos melhores na modalidade. Foi membro da fraternidade Omega Psi Phi.
Fez faculdade de medicina na McGill University, em Montreal, no Canadá, formando-se em 1933 como o segundo melhor aluno da classe de 127 alunos. Poucos anos depois, formou-se na Universidade Columbia, obtendo o título de doutor em medicina, tornando-se o primeiro negro nos Estados Unidos a obtê-lo.
Em 1941, por reconhecimento à sua excelência na profissão, ele se tornou o primeiro cirurgião negro a trabalhar na American Board of Surgery. Também foi professor e chefe de cirurgia.

## Plasma e o projeto britânico
No final dos anos 50, antes dos Estados Unidos entrarem na Segunda Guerra Mundial e pouco antes de receber seu doutorado, Charles foi recrutado para auxiliar e administrar um programa inicial de preservação e estocagem de sangue. Ele coletou, testou e transportou grandes quantidades de plasma sanguíneo para distribuir no Reino Unido. Logo, ele se tornou diretor do projeto Blood for Britain, em Nova York, que visava auxiliar os soldados e civis britânicos com sangue doado nos Estados Unidos. Charles ficou logo conhecido pelos "sanguemóveis", que eram caminhões refrigerados para a estocagem de sangue. Isso permitiu uma maior mobilidade para o sangue doado.
Charles criou um posto central para coleta de sangue para receber doadores, certificando-se de que todo o plasma fosse testado antes de ser embarcado. Apenas pessoal treinado e capacitado realizava o processo de coleta para impedir qualquer contaminação. O Blood for Britain operou, com sucesso, por cinco meses, com um total de quase 15 mil doações e mais de 5.500 bolsas de plasma sanguíneo. Charles foi homenageado pela Blood Transfusion Betterment Association e parte de seu trabalho tornou-se o banco de sangue da Cruz Vermelha Americana.

## Vida pessoal
Charles casou-se com Minie Nelore Robbins, professora de economia doméstica no Spelman College. O casal teve três filhas e um filho. Sua filha, Charlene Drew Jarvis, foi presidente da Universidade Southeastern, em Washington D.C. de 1996 a 2009.

## Morte

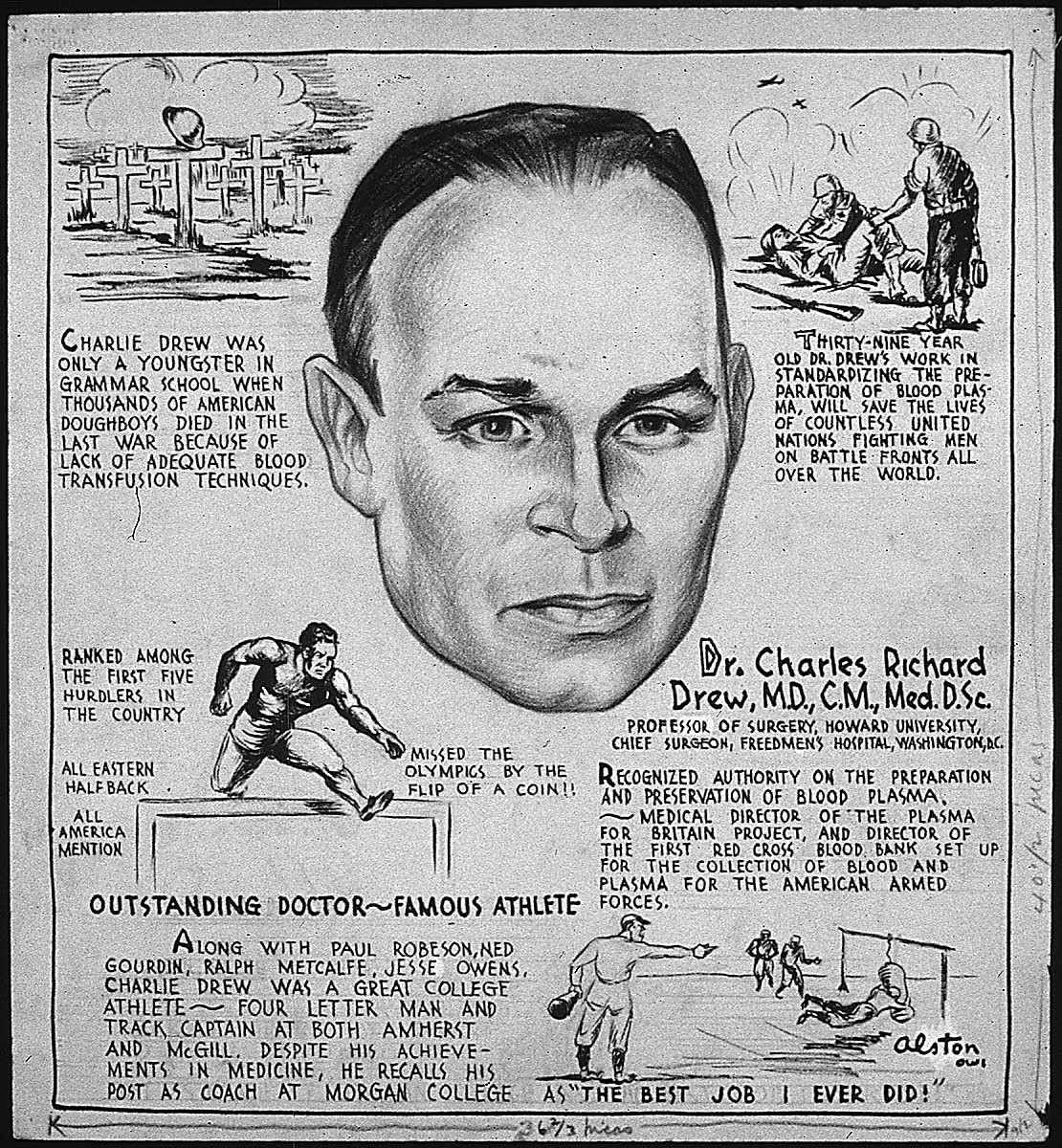
Ilustração de Charles Drew, por Charles Alston, na coleção dos National Archives

Em 1950, Charles dirigia junto de outros três colegas médicos. Por volta das 8 da manhã de 1º de abril, cansado por uma noite inteira na sala de cirurgia, ele perdeu o controle do carro e capotou três vezes. Seus colegas sofreram ferimentos leves, mas Charles ficou preso nas ferragens, com ferimentos graves. Quando as equipes de resgate chegaram, ele estava em choque e com sinais de vida fracos devido aos ferimentos na perna presa. Ele foi levado para um hospital em Burlington, na Carolina do Norte, mas acabou falecendo meia hora depois de receber atenção médica. Seu funeral aconteceu em 5 de abril de 1950, em Washington D.C..
Um mito popular diz que Charles morreu por não ter recebido doação de sangue por ser negro, o que não é verdade. O mito chegou a ser mostrado na série de TV M*A*S*H, mas o mito se espalhou, pois muitos negros tiveram tratamento médico recusado na época por não haver "camas para negros" suficientes ou o único hospital próximo era de brancos apenas. Segundo um dos passageiros do veículo acidentado, John Ford, os ferimentos de Charles eram graves demais e nada poderia ser feito na época para salvá-lo. Ford ainda disse que uma transfusão de sangue poderia matá-lo mais rápido.

## Legado
- Em 1981, o United States Postal Service criou um selo comemorativo, na série de Grandes Americanos, a 35¢ cada em homenagem a Charles Drew.
- Uma ponte leva seu nome, a Charles R. Drew Memorial Bridge, no bairro de Brookland, em Washington D.C.[20]
- A Marinha do Estados Unidos tem um navio chamado USNS Charles Drew.
- Em 2002, Charles Drew elegeu Charles Drew como um dos 100 Grandes Afro-Americanos.[21]

Várias escolas e instituições de saúde possuem o nome de Charles Drew em sua homenagem.

### Escolas de medicina e de ensino superior
- Em 1966, a Charles R. Drew Postgraduate Medical School foi criada na Califórnia e nomeada em sua homenagem, tornando-se a Charles R. Drew University of Medicine and Science.
- Charles Drew Health Center, em Omaha, Nebraska[22]
- Charles Drew Science Enrichment Laboratory, da Michigan State University, em East Lansing, no Michigan[23]
- Charles Drew Health Foundation, em East Palo Alto, Califórnia, 1960s-2000, foi uma clínica comunitária.
- Charles Drew Community Health Center, em Burlington, Carolina do Norte, próximo ao antigo hospital do condado de Alamance.
- Charles Drew Pre-Health Society, da University de Rochester
- Charles R Drew Wellness Center, em Columbia, Carolina do Sul[24]
- Charles R. Drew Hall, dormitório masculino na Universidade Howard, Washington D.C.[25]
- Charles Drew Memorial Cultural House, residência no Amherst College[26]

### Escolas de ensino infantil e fundamental
- Charles R. Drew Middle School & Magnet school para superdotados, aberta em 1966 Los Angeles Unified School District https://drew-lausd-ca.schoolloop.com/
- Charles R. Drew Middle School Lincoln Alabama operated by Talladega County Schools
- Charles R. Drew Junior High School, Detroit, Michigan
- Dr. Charles R. Drew Science Magnet School, Buffalo, NY
- Charles R. Drew Elementary School, Miami Beach[27] e Pompano Beach, Florida[28]
- Bluford Drew Jemison S.T.E.M Academy, Baltimore([29]), and Dr. Charles R. Drew Elementary School, Colesville, Maryland[30]
- Charles Drew Elementary School, Washington, DC
- Charles R. Drew Elementary School, Arlington, Virginia
- Dr. Charles Drew Elementary School, New Orleans, LA
- Charles R. Drew Charter School aberta em agosto de 2000 em Atlanta, Georgia. Foi a locação para o filme de 2015 Project Almanac.
- Dr. Charles Drew Academy, Ecorse, MI
- Charles R. Drew Intermediate School, em Crosby, Texas
- Dr. Charles Drew Elementary School, São Francisco, Ca.

## Links
- SBAS  Charles Drew – Black American Medical Pioneer
- "Biography of Charles R. Drew", Charles R. Drew University of Medicine and Science
- "Charles R. Drew Papers", coleção online da Biblioteca Nacional de Medicina
- http://www.straightdope.com/classics/a5_073.html "Charles R. Drew"], The Straight Dope
- Charles Drew, Florida State University
- Charles Drew – The Black Inventor, Museu Online
- "Charles R. Drew Collection", Nauck/Green Valley Heritage Project. Arlington Public Library, Arlington County, the Drew School, and the Nauck Civic Association.